# Sokoni II
Sokoni II è una circoscrizione mista (mixed ward) della Tanzania situata nel distretto rurale di Arusha, regione di Arusha. Conta una popolazione di 32 073 abitanti (censimento 2012).